# Sven Kums
Sven Kums (Asse, 26 febbraio 1988) è un calciatore belga, centrocampista del Gent.

## Caratteristiche tecniche
Dotato di buona tecnica individuale, possiede una buona visione di gioco.

## Carriera

### Club
Formatosi nell'Anderlecht, ha militato nel Lierse SK e nel Kortrijk prima di trasferirsi nei Paesi Bassi per giocare nell'Heerenveen nel 2011 sino al 2013.
Due anni dopo viene ingaggiato dai belgi dello Zulte Waregem, con cui ottiene il quarto posto dei play-off scudetto, ottenendo l'accesso alla UEFA Europa League 2014-2015.
La stagione seguente passa al Gent, dove diventò sin da subito capitano della squadra belga. Il giocatore debutta in Champions League collezionando 6 presenze ed una rete (nella vittoria per 1-0 contro il Valencia) nel proprio girone; a sorpresa, poi, il club belga totalizza 10 punti e si piazza al secondo posto, qualificandosi per gli ottavi di finale, dove Kums realizza la seconda rete del torneo contro il Wolfsburg nel match casalingo di andata perso 3-2.
Nell'estate del 2016, dopo essere stato corteggiato da numerose squadre Italiane, venne acquistato dal Watford che, successivamente, lo cede in prestito all'Udinese per una stagione.
Alla fine della stagione, il Watford lo cede per 6 milioni e mezzo all'Anderlecht, facendo così ritorno nella squadra in cui si formò in Patria, dopo solo un anno trascorso in Italia.

### Nazionale
Ha giocato nelle varie rappresentative giovanili del Belgio Under-18-19-20.
Nel settembre 2008, ha debuttato con la Nazionale belga Under-21 fino al 2010.
Nell'ottobre 2015, viene convocato dal CT Marc Wilmots nella nazionale maggiore per le gare di qualificazione ad Euro 2016, contro Andorra ed Israele, nelle quali però non è sceso in campo.

## Statistiche

### Presenze e reti nei club
Statistiche aggiornate al 19 marzo 2017.
| Stagione          | Squadra           | Campionato        | Campionato | Campionato | Coppe nazionali | Coppe nazionali | Coppe nazionali | Coppe continentali | Coppe continentali | Coppe continentali | Altre coppe | Altre coppe | Altre coppe | Totale | Totale |
| Stagione          | Squadra           | Comp              | Pres       | Reti       | Comp            | Pres            | Reti            | Comp               | Pres               | Reti               | Comp        | Pres        | Reti        | Pres   | Reti   |
| ----------------- | ----------------- | ----------------- | ---------- | ---------- | --------------- | --------------- | --------------- | ------------------ | ------------------ | ------------------ | ----------- | ----------- | ----------- | ------ | ------ |
| gen.-giu. 2007    | Lierse            | D1                | 14         | 1          | CB              | 0               | 0               | -                  | -                  | -                  | -           | -           | -           | 14     | 1      |
| gen.-giu. 2008    | Kortrijk          | TK                | 16         | 5          | CB              | 2               | 0               | -                  | -                  | -                  | -           | -           | -           | 18     | 5      |
| 2008-2009         | Kortrijk          | D1                | 33         | 7          | CB              | 3               | 0               | -                  | -                  | -                  | -           | -           | -           | 36     | 7      |
| 2009-2010         | Kortrijk          | D1                | 28+9       | 1          | CB              | 4               | 0               | -                  | -                  | -                  | -           | -           | -           | 41     | 1      |
| 2010-2011         | Kortrijk          | D1                | 28+1       | 2          | CB              | 2               | 0               | -                  | -                  | -                  | -           | -           | -           | 31     | 2      |
| Totale Kortrijk   | Totale Kortrijk   | Totale Kortrijk   | 105+10     | 15         |                 | 11              | 0               |                    | -                  | -                  |             | -           | -           | 126    | 15     |
| 2011-2012         | Heerenveen        | E                 | 33         | 2          | CO              | 5               | 1               | -                  | -                  | -                  | -           | -           | -           | 38     | 3      |
| 2012-2013         | Heerenveen        | E                 | 32         | 2          | CO              | 3               | 0               | UEL                | 4                  | 0                  | -           | -           | -           | 39     | 2      |
| ago.2013          | Heerenveen        | E                 | 4          | 0          | CO              | 0               | 0               | -                  | -                  | -                  | -           | -           | -           | 4      | 0      |
| Totale Heerenveen | Totale Heerenveen | Totale Heerenveen | 69         | 4          |                 | 8               | 1               |                    | 4                  | 0                  |             | -           | -           | 81     | 5      |
| set.2013-2014     | Zulte Waregem     | D1                | 21+8       | 4          | CB              | 6               | 1               | UEL                | 6                  | 0                  | -           | -           | -           | 41     | 5      |
| 2014-2015         | Gent              | D1                | 17+9       | 1          | CB              | 3               | 0               | -                  | -                  | -                  | -           | -           | -           | 29     | 1      |
| 2015-2016         | Gent              | D1                | 30+9       | 13         | CB              | 4               | 1               | UCL                | 8                  | 2                  | SB          | 1           | 0           | 52     | 16     |
| ago.2016          | Gent              | D1                | 5          | 0          | CB              | 0               | 0               | UEL                | 3                  | 0                  |             | -           | -           | 8      | 0      |
| set.2016-2017     | Udinese           | A                 | 24         | 0          | CI              | 0               | 0               | -                  | -                  | -                  | -           | -           | -           | 24     | 0      |
| 2017-2018         | Anderlecht        | D1                | 25+10      | 0          | CB              | 2               | 0               | UCL                | 5                  | 0                  | -           | -           | -           | 42     | 0      |
| 2018-2019         | Anderlecht        | D1                | 21+10      | 5+0        | CB              | 1               | 0               | UEL                | 3                  | 0                  | -           | -           | -           | 35     | 5      |
| Totale Anderlecht | Totale Anderlecht | Totale Anderlecht | 46+20      | 5+0        |                 | 3               | 0               |                    | 8                  | 0                  |             | -           | -           | 77     | 5      |
| 2019-2020         | Gent              | D1                | 22         | 1          | CB              | 1               | 0               | UEL                | 9                  | 0                  | -           | -           | -           | 32     | 1      |
| 2020-2021         | Gent              | D1                | 30+6       | 3+0        | CB              | 2               | 0               | UCL+UEL            | 1+6                | 0+0                | -           | -           | -           | 45     | 3      |
| 2021-2022         | Gent              | D1                | 29         | 0          | CB              | 4               | 1               | UECL               | 10                 | 2                  | -           | -           | -           | 43     | 3      |
| Totale Gent       | Totale Gent       | Totale Gent       | 133+24     | 18+0       |                 | 14              | 2               |                    | 37                 | 4                  |             | -           | -           | 208    | 24     |
| Totale carriera   | Totale carriera   | Totale carriera   | 494        | 47         |                 | 42              | 4               |                    | 55                 | 4                  |             | 1           | 0           | 592    | 55     |

## Palmarès

### Club
- Campionato belga: 1

Gent: 2014-2015
- Supercoppa del Belgio: 1

Gent: 2015
- Coppa del Belgio: 1

Gent: 2021-2022

### Individuale
- Calciatore dell'anno del campionato belga: 1

2015